# Felsőgezés
Felsőgezés (románul: Ghijasa de Sus, németül: Obergesäß, szászul Klegesesz) falu Romániában, Erdélyben, Szeben megyében.

## Fekvése
Nagyszebentől 45 km-re északkeletre, 5-700 méteres dombok között fekszik.

## Népessége
- 1785-ben 599 lakosa volt. Ugyanezen évben 38 ortodox családfőt, 1790-ben 467 görögkatolikus lelket írtak össze benne.[2]
- 1850-ben 715 lakosából 705 volt román és 10 cigány nemzetiségű; valamennyien görögkatolikus vallásúak.
- 2002-ben 239 ortodox román lakosa volt.

## Története
Alsógezés határára települt román lakossággal. Előbb Fehér, később Felső-Fehér vármegye egyik foltjához, 1876-tól Nagyküküllő vármegyéhez tartozott. 1536-ban Kys Gezees, 1550-ben Kysghezech, 1636-ban Gezes, 1733-ban Felsö Kisaza, 1750-ben Felső Gezses, 1760–62-ben Felső Gizás, 1805-ben Felső Gezés, 1850-ben Gizasa din Szusz alakban írták.
Ortodox (korábban görögkatolikus) temploma 1864-ben, haranglábja 1881-ben épült.

## Híres emberek
- Itt született 1899-ben Ioan Sava Câmpineanu pilóta.